# Hepburnsysteem
Het hepburnsysteem of hebonshiki rōmaji is een klassieke transcriptiemethode en de populairste methode om Japanse woorden in het Latijnse alfabet (Romaji) te schrijven. Dit systeem is afkomstig van de Amerikaanse missionaris James Curtis Hepburn (1815-1911) en werd ontwikkeld in 1885.
Er wordt ook wel aan gerefereerd als Hyōjun-shiki ('standaard systeem').
Het systeem is gebaseerd op de Engelse uitspraak van het alfabet, daarom worden vele Japanse fonemen op een Engelstalige manier weergegeven. In het systeem geldt als vuistregel: "medeklinkers zoals in het Engels, klinkers zoals in het Italiaans". Een uitzondering daarop is de "u". Deze wordt uitgesproken als een tussenvorm tussen het Nederlandse "uu" in "vuur" en "oe" als in "boek". Het hebonshiki rōmaji geniet meer en meer de voorkeur tegenover andere transcriptiemethodes, zowel in de linguïstische als in de krijgskunstwereld, omdat het heel veel uitspraak- en dus ook betekenisverwarring voorkomt.
Hoe dan ook dient een transcriptie een omzetting te zijn van de hiragana. Als men dit niet doet, treden er faliekante vergissingen op inzake begrip voor de taal. Met name de verwarring tussen de "i" en de "u" is frappant, omdat beide klinkers vrijwel wegvallen tussen stemloze medeklinkers.
Voorbeeld: jiujitsu vs. jūjutsu. Het eerste betekent eigenlijk volgens de gangbare transcriptiemethodes 'waarheid van de weldoende regen' terwijl het tweede 'soepele techniek' of ook 'zachte kunst' betekent.
Naast het hepburnsysteem zijn er nog enkele andere systemen waarmee de Japanse taal kan worden beschreven in het Latijnse alfabet: het Nippon-systeem (Nihonshiki of Nipponshiki) en het door de Japanse overheid erkende Kunrei-systeem (Kunreishiki).
Japanse literatuur · Japanse dichtkunst · Japanse woorden met Nederlandse oorsprong